# EN106
A EN 106 é uma estrada nacional que integra a rede nacional de estradas de Portugal. 
Faz a ligação entre a freguesia de Nespereira (quilómetro 0) - no concelho de Guimarães (Caldas de Vizela) e o lugar de Entre-os-Rios (Eja), no Concelho de Penafiel (junto à foz do Rio Tâmega), perfazendo uma ligação estruturante entre os distritos de Aveiro, Porto e Braga, pelo interior central Nortenho do País.
Apresenta-se descontinuada no troço da N15 à entrada de Penafiel, em apenas 1 km.
O seu traçado original foi substituído por uma variante no troço entre Penafiel (nó da A4) e Ordem (nó do IC 25). 
Está planeada a substituição do troço entre Penafiel e Entre-os-Rios por uma via rápida denominada IC 35, encontrando-se em construção o troço entre Penafiel e Rans. O troço entre Penafiel e Entre-os-Rios foi proposto para desclassificação, devido à construção do IC35.
Foi junto ao término desta via, em Entre-os-Rios, que colapsou a Ponte Hintze Ribeiro (N224), sobre o Rio Douro, culminando numa tragédia de vidas Humanas. Foi a 4 de Março de 2001, que morreram 59 pessoas, após esse colapso da ponte (ver: Tragédia de Entre-os-Rios)

## Ramais
EN106-1: Lagoas - Lousada
EN106-2: Sequeiros - Paredes
EN106-3: Ribeira - Mouriz

## Traçado

### Guimarães (proximidades) - Entre-os-Rios

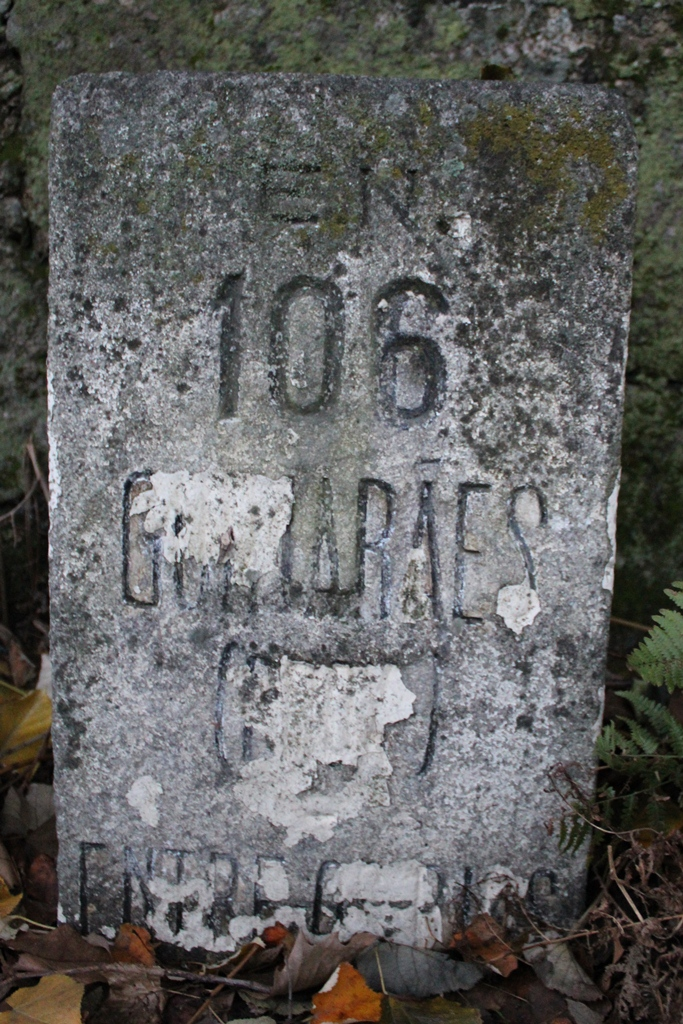
Marco miriamétrico ao Km20 em Nevogilde, Lousada

| Distrito          | Localidade Intermédia                 | Estrada que liga |
| ----------------- | ------------------------------------- | ---------------- |
| Distrito de Braga | Guimarães (proximidades) (Nespereira) | N 105            |
| Distrito de Braga | Infias                                |                  |
| Distrito de Braga | Vizela                                | N 101-3          |
| Distrito de Braga | Santa Eulália                         |                  |
| Distrito do Porto | Lustosa                               | N 209            |
| Distrito do Porto | Sousela                               |                  |
| Distrito do Porto | São João de Covas                     | N 207            |
| Distrito do Porto | Santa Eulália da Ordem                | IC 25            |
| Distrito do Porto | Casais                                |                  |
| Distrito do Porto | Nespereira                            | N 106-1          |
| Distrito do Porto | Lodares                               | N 106-2          |
| Distrito do Porto | Novelas (Penafiel)                    |                  |
| Distrito do Porto | Penafiel                              | N 15 A 4         |
| Distrito do Porto | Marecos                               |                  |
| Distrito do Porto | Rans                                  | N 106-3          |
| Distrito do Porto | Galegos                               |                  |
| Distrito do Porto | Oldrões                               |                  |
| Distrito do Porto | Cabeça Santa                          |                  |
| Distrito do Porto | Termas de São Vicente                 | N 312 N 319      |
| Distrito do Porto | Entre-os-Rios                         | N 108 N 224      |